# Taluc
Taluc (Talucco en italià) és una fracció o frazione de Pineròl.
Té 20 habitants i està situat a 758 metres d'altitud.
Taluc té un renom particularment especial per la producció del tomino (formatge).
A Taluc, a la fi del segle viii hi era present una cel·la monàstica benedictina pertanyent a l'abadia de Novalesa.